# Дърворезба
Дърворезбата е художествена обработка на дървесината чрез изрязване (резбоване) на различни декоративни мотиви и изображения. Думата също се отнася и за резултата от този творчески процес.
Първоначално за приложни, а по-късно и за декоративни цели, тя е известна на хората още от времето на неолита, когато за сечива са ползвали остър кремък. Развитие претърпява в началото на XIII век под влияние на италианската надгробна скулптура. На територията на България дърворезбата е била позната на древните славяни, като впоследствие търпи влияния от византийското, римското, мюсюлманското и руското резбарско изкуство. Разцвет има през XVIII и XIX век, когато се наблюдава общ подем в занаятчийството и архитектурата по българските земи.
Проявления дърворезбата намира както в църковната архитектура и вътрешно оформление – иконостаси, амвони, резбовани врати на църкви, така и в дома и бита – резбовани тавани, мебели, сандъци, дървена посуда, бастуни, хурки, кобилици. Типични за дърворезбата декоративни мотиви са фигуралните композиции, плетеници и арабески, растителни мотиви като розетката, слънчогледът, лозата, дъбовият лист, „дървото на живота“, животински изображения като лъвска глава, грифон, змия, орел, паун, славей.
Цял отделен раздел съставлява направата на църковна утвар – просфоници, напрестолни кръстове с миниатюрни изображения на библейски сцени, жития на светци, придружени с богата украса от растения, птици и митични същества. Често тези кръстове са допълнително снабдени със сребърен обков. Една от най-богатите колекции на такива кръстове се намира в Рилския манастир. Основен инструмент при изработката им е модифицирана чрез допълнително изковаване губерка. Изработката отнема години, а направата на няколко кръста често е коствала зрението на майстора.
В съвременния технологичен свят е възможно производството на дърворезба чрез машини с цифрово програмно управление. Машинният процес има значително по-висока производителност и прецизност. Съвременните методи за тримерно моделиране дават възможност да се придобие ясна представа за изделието преди да бъде произведено.

## Български резбарски школи
В периода на Българското възраждане се развиват няколко художествени школи, известни с дърворезбата си: Дебърска художествена школа, Банска художествена школа, Самоковска художествена школа, Тревненска художествена школа, Калоферска резбарска школа. В годините след Освобождението дърворезбата запа̀да, тъй като не успява стилово да се свърже с новите тенденции в архитектурата, и се пренасочва към дребните форми – цигарета, албуми, по-рядко мебели.

## Други
На резбарството е наречена улица „Резбарска“ в кварталите „Хаджи Димитър“ и „Сухата река“ в София (Карта).